# Epatoportoenterostomia
La epatoportoenterostomia (o portoenterostomia secondo Kasai) è un trattamento chirurgico eseguito su neonati con cisti del coledoco di tipo IVb e atresia biliare per consentire il drenaggio della bile. In questi bambini, la bile non è in grado di drenare normalmente dai dotti biliari piccoli all'interno del fegato nei dotti biliari più grandi che si collegano alla cistifellea e all'intestino tenue.
Questa procedura è stata sviluppata nel 1951 dal chirurgo giapponese Morio Kasai.